# Naval Criminal Investigative Service
Naval Criminal Investigative Service (NCIS), är en civil federal kriminalpolismyndighet tillhörande USA:s marindepartement, som omfattar flottan och marinkåren. NCIS är direkt underställd marinministern och är dennes organ för brottsutredning och säkerhetsunderättelsetjänst. 

## Uppdrag
NCIS uppgift är att utreda brott som begås inom och mot marinen, dess personal och deras anhöriga: spionage, dataintrång, mord och dråp, våldtäkt, barnmisshandel, mordbrand, bedrägeri vid upphandlingar med mera. Svårare fall övelämnas i regel till de federala polismyndigheter som har primäransvar: för till exempel kontraterrorism och kontraspionage är det FBI. 

## Organisation
Den nuvarande organisationen – med betoning på oberoende civilt ledarskap – tillkom 1992, som ett svar på de missförhållanden som skedde i kölvattnet efter den beyktade "Tailhook-skandalen" i Las Vegas 1990. Myndighetens personal utgörs av 2 500 personer, av vilka cirka hälften har polisiära befogenheter. Huvudkontoret finns i Washington, D.C., och därutöver 15 fältkontor över hela världen. Det europeiska fältkontoret är beläget i Neapel.

## Personal
För att bli specialagent krävs fullständig synskärpa utan korrektion, avlagd akademisk examen på grundnivå och godkänd säkerhetsprövning. Aspiranterna genomgår grundutbildning som brottmålsutredare vid Federal Law Enforcement Training Center och omedelbart därefter grundläggande specialagentsutbildning vid NCIS.

## Galleri

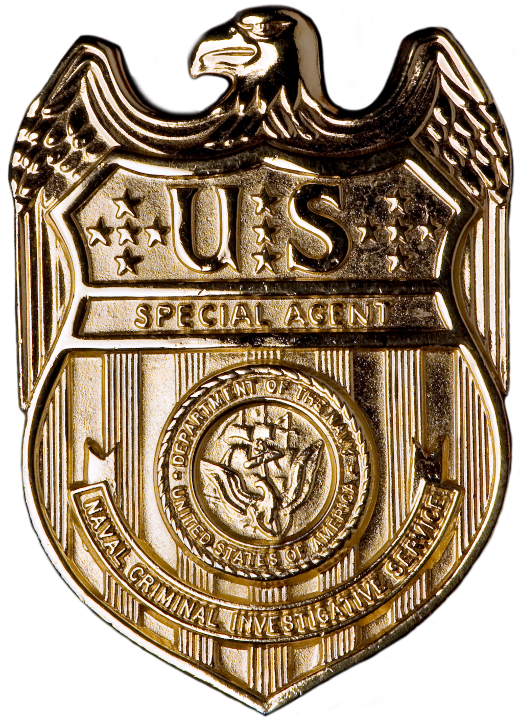
Polisbricka för NCIS.
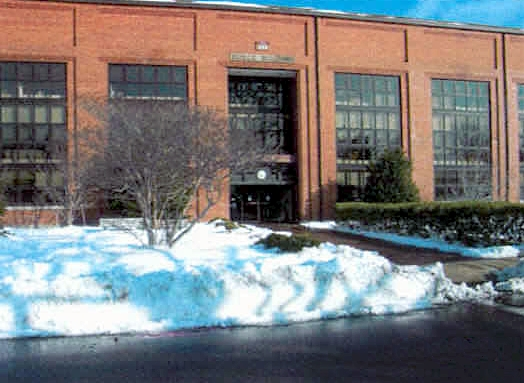
Huvudkontoret inne på Washington Navy Yard i den sydvästra delen av District of Columbia.